# Турјак (Пећ)
Турјак (алб. Turjakë) је насељено место у општини Пећ, на Косову и Метохији. Према попису становништва из 2011. у насељу је живело 294 становника.

## Становништво
Према попису из 2011. године, Турјак има следећи етнички састав становништва:
| Националност | 2011.        |
| Албанци      | 282 (95,92%) |
| Роми         | 11 (3,76%)   |
| недоступно   | 1 (0,32%)    |
| Укупно       | 294          |

| Демографија | Демографија | Демографија |
| Година      | Становника  | Становника  |
| ----------- | ----------- | ----------- |
| 1948.       | 288         |             |
| 1953.       | 254         |             |
| 1961.       | 279         |             |
| 1971.       | 343         |             |
| 1981.       | 318         |             |
| 1991.       | 343         |             |
| 2011.       | 294         |             |